# Merkuria
Merkuria byl československý podnik zahraničního obchodu, zabývající se vývozem a dovozem strojírenského spotřebního zboží a vedle toho i vybraných investičních zařízení, určených sektoru služeb. Obchodovala například se železářským zbožím, s petrolejovými svítidly, nožířským zbožím, ale i dětskými kočárky či ochrannými pracovními pomůckami. Do gesce Merkurie patřilo i obchodování s výbavou velkokuchyní, velkoprádelen a chemických čistíren nebo s optickými výrobky a součástmi těchto přístrojů. Věnovala se ale též exportu a importu zbraní určených jak lovcům, tak pro sportovní střelbu, a dále střelivu a pyrotechnice.

## Sídlo společnosti
Své sídlo měla společnost v pražském objektu na adrese Argentinská 286/38, která se budovala mezi roky 1967 a 1971 podle návrhu architektů Vratislava a Evy Růžičkových, Vlastibora Klimeše a Milana Vaška. O koupi objektu uvažovalo v roce 2001 město Praha, aby sem umístilo část svých úředníků. Na počátku roku 2017 se ovšem objevily plány na zbourání tohoto objektu a jeho nahrazení jinou kancelářskou budovou.

### Popis stavby
Objekt je vybudován v brutalistním stylu. Má podobu železobetonové montované skeletové konstrukce, která je tvořena průnikem celkem pěti hranolů s nerovnoměrnou výškou. Fasádu pokrývaly olivově zelené skleněné desky, jež byly později v rámci rekonstrukce objektu vyměněny za stříbřité. Do fasády jsou navíc osazeny slunolamy.